# Voyage (альбом The Sound of Arrows)
Voyage — дебютный альбом шведского электропоп дуэта The Sound of Arrows, издан 7 ноября 2011 года в Великобритании в цифровом формате и на CD. Альбому предшествовал выход синглов «Nova» и «Magic».

## Синглы
- «Into The Clouds» выпущен 21 сентября 2009.
- «Nova» выпущен 25 апреля 2011.
- «Magic» выпущен 1 августа 2011.
- «Wonders» выпущен 8 ноября 2011.

## Список композиций
Альбом выпущен как двухдисковое издание. На втором CD можно услышать инструментальные версии всех композиций, а также пятнадцатиминутный бонус-трек.
| №   | Название              | Музыка                  | Продюсер(ы)                                           | Длительность |
| --- | --------------------- | ----------------------- | ----------------------------------------------------- | ------------ |
| 1.  | «Into The Clouds»     | S. Storm                | The Sound of Arrows, Richard X*                       | 4:12         |
| 2.  | «Wonders»             | S. Storm                | The Sound of Arrows                                   | 4:12         |
| 3.  | «My Shadow»           | S. Storm, H. Branden    | The Sound of Arrows, Richard X*, Dan Grech-Marguerat* | 4:18         |
| 4.  | «Magic»               | S. Storm                | The Sound of Arrows, Richard X, Henrik von Euler      | 3:16         |
| 5.  | «Ruins of Rome»       | S. Storm                | The Sound of Arrows                                   | 5:44         |
| 6.  | «Longest Ever Dream»  | S. Storm, Richard X     | Richard X, the Sound of Arrows*                       | 4:32         |
| 7.  | «Hurting All the Way» | S. Storm, J. Pettersson | The Sound of Arrows                                   | 2:27         |
| 8.  | «Conquest»            | S. Storm                | The Sound of Arrows, Dan Grech-Marguerat*             | 3:37         |
| 9.  | «Nova»                | S. Storm, J. Cross      | The Sound of Arrows                                   | 3:53         |
| 10. | «There is Still Hope» | S. Storm, M. Dahlström  | The Sound of Arrows                                   | 7:52         |
| 11. | «Lost City»           | S. Storm, Richard X     | Richard X, the Sound of Arrows*                       | 5:16         |

* — дополнительное продюсирование

## Над альбомом работали
- The Sound of Arrows — продюсирование (треки 1-5, 7-10), дополнительное продюсирование (треки 6, 11), программирование (все треки)
- Стефан Сторм — слова (все треки), музыка (все треки), инструменты (все треки)
- Richard X — музыка (треки 6, 11), продюсирование (треки 4, 6, 11), дополнительное продюсирование (треки 1, 3)
- Dan Grech-Marguerat — дополнительное продюсирование (треки 3, 8)
- Henrik von Euler — дополнительное продюсирование (трек 4)
- H. Branden — музыка (трек 3)
- J. Pettersson — музыка (трек 7)
- J. Cross — музыка (трек 9)
- M. Dahlström (Niki & The Dove) — музыка , бэк-вокал (трек 10)

## Дата релиза
| Регион         | Дата          | Лейбл       | Формат               |
| -------------- | ------------- | ----------- | -------------------- |
| Скандинавия    | 7 ноября 2011 | Skies Above | CD, digital download |
| Великобритания | 7 ноября 2011 | Skies Above | CD, digital download |
| Испания        | 7 ноября 2011 | Skies Above | CD, digital download |
| Германия       | 7 ноября 2011 | Skies Above | CD, digital download |